# 悪の花 (2020年のテレビドラマ)
『悪の花』（あくのはな、朝: 악의 꽃）は、2020年7月29日から2020年9月23日までtvNで放送された大韓民国のテレビドラマである。日本では、Mnetにて放送された。
夫の悲惨の過去を巡って、夫婦の愛を描くラブサスペンス。

## あらすじ
何事も家事を完璧にこなす主夫・ペク・ヒソン（イ・ジュンギ）は刑事の妻・チャ・ジウォン（ムン・チェウォン）と娘の3人で何気ない日常を過ごしていた。
そんなある日、ジウォンは週刊誌の記者キム・ムジン（ソ・ヒョヌ）に夫が営む、金属工芸の工房を紹介する。
ムジンがその工房を訪れると、同級生のト・ヒョンス（イ・ジュンギ）に似たペク・ヒソンがいた。しかし、ヒソンはムジンに思いがけない行動をしてしまう。

## キャスト

### 主要人物
ペク・ヒソン（偽）
演：イ・ジュンギ（一人二役）
金属工芸家。家庭的な男として生きてきたが、実は残酷な過去を持っていたため、身分を変えていた。最後までジウォンに自分の本性を隠そうとする。
ト・ヒョンス
演：イ・ジュンギ（一人二役）
18年前に連続殺人犯だった男の息子。18年前に父と共犯したという噂が広がったため、逃亡したのち、失踪した。
チャ・ジウォン
演：ムン・チェウォン
カンス警察署強力3班の刑事。夫のヒソンをいつも愛しているが、ヒソンの秘密をやがて、暴こうとする。
ト・ヘス
演：チャン・ヒジン
ヒョンスの姉。メイクアップアーティスト。現在のヒョンスの様子は知らない。
キム・ムジン
演：ソ・ヒョヌ
週刊誌記者。知人であるジウォンと、ヒソンの工房へ行った際に同級生のヒョンスと似ているヒソンを疑う。

### ヒソンの周辺人物
コン・ミジャ
演：ナム・ギエ
ヒソンの母。薬剤師。稀にヒステリックな反応をする。
ペク・マヌ
演：ソン・ジョンハク
ヒソンの父。大学病院長。
ペク・ヒソン（本物）
演：キム・ジフン
マヌとミジャの実子。

### ジウォンの周辺人物
ムン・ヨンオク
演：チョ・ギョンスク
ジウォンの母。スーパー経営。
ペク・ウナ
演：チョン・ソヨン
ヒソンとジウォンの娘。

### その他
カン・ピルヨン
演：ヤン・ヘジン
週刊誌チーム長。ムジンの上司。
イ・ウチョル
演：チェ・テフン
カンス警察署強力3班チーム長。
チェ・ジェソプ
演：チェ・ヨンジュン
カンス警察署強力3班の刑事。
イム・ホジュン
演：キム・スオ
カンス警察署強力3班の刑事。
ユン・サンピル
演：イム・チョルヒョン
カンス警察署強力班係長。

## 視聴率
| 第1話      | 7月29日    | 3.357% | 4.248% |
| 第2話      | 7月30日    | 2.860% | 3.155% |
| 第3話      | 8月5日     | 3.116% | 3.570% |
| 第4話      | 8月6日     | 3.735% | 4.357% |
| 第5話      | 8月12日    | 2.973% | 3.060% |
| 第6話      | 8月13日    | 3.615% | 4.030% |
| 第7話      | 8月19日    | 3.526% | 4.030% |
| 第8話      | 8月20日    | 3.863% | 4.358% |
| 第9話      | 8月26日    | 3.539% | 4.142% |
| 第10話     | 8月27日    | 3.659% | 4.701% |
| 第11話     | 9月2日     | 3.844% | 4.250% |
| 第12話     | 9月9日     | 4.729% | 5.234% |
| 第13話     | 9月10日    | 4.456% | 4.853% |
| 제14회     | 9月16日    | 4.767% | 5.246% |
| 第15話     | 9月17日    | 5.083% | 5.536% |
| 第16話     | 9月23日    | 5.715% | 6.639% |
| 平均視聴率 | 平均視聴率 | 3.927% | 4.463% |